# Faith Bruyning
Faith Hannah Bruyning (Almere, 26 januari 1988) is een Nederlands politica. Ze is sinds 6 december 2023 lid van de Tweede Kamer der Staten-Generaal voor de partij Nieuw Sociaal Contract (NSC).
Op 6 december 2023 werd ze beëdigd als Tweede Kamerlid. Ze stond op de 18e plek op de kandidatenlijst van NSC.
Op 3 juli 2025 stemde Bruyning als enige van de NSC-fractie tegen de strafbaarheidstelling voor uitgeprocedeerde asielzoekers; de zogeheten asielnoodmaatregelenwet. Deze werd met 95 om 55 Kamerleden aangenomen.
Diederik Boomsma · Faith Bruyning · Olger van Dijk · Annemarie Heite · Rosanne Hertzberger · Harm Holman · Folkert Idsinga · Agnes Joseph · Isa Kahraman · Willem Koops · Ria de Korte · Bram Kouwenhoven · Wytske Postma · Ilse Saris · Jesse Six Dijkstra · Aant Jelle Soepboer · Nicolien van Vroonhoven · Sander van Waveren · Merlien Welzijn · Natascha Wingelaar
- Parlement.com: vm6uqy7548yu